# セレナ: テハーノの女王
『セレナ: テハーノの女王』（原題: Selena: The Series）は、2020年にNetflixから配信されているアメリカ合衆国のテレビドラマシリーズ。実在の歌手セレーナの生涯を描く伝記ドラマ。出演はクリスチャン・セラトス、ガブリエル・チャバリア、リカルド・アントニオ・チャビラなど。2020年12月4日にNetflixオリジナル作品として全世界へ配信された。

## あらすじ
メキシコ系アメリカ人歌手のセレナとキンタニーヤ一家。生活が苦しくても娘セレナの音楽の才能を信じるエイブラハム・キンタニーヤは、兄姉たちとバンドを結成させる。さまざまな困難を乗り越えながら、セレナはスターへの階段を駆け上がっていく。

## キャスト

### メイン
セレナ
演 - クリスチャン・セラトス
演 - Madison Taylor Baez (子供時代)
A.B.キンタニーヤ
演 - ガブリエル・チャバリア
演 - Juan Martinez (子供時代)
エイブラハム・キンタニーヤ
演 - リカルド・アントニオ・チャビラ
シュゼット・キンタニーヤ
演 - ノエミ・ゴンザレス
演 - Daniela Estrada (子供時代)
マルセラ・キンタニーヤ
演 - シーディ・ロペス
演 - Aneasa Yacoub (子供時代)

## エピソード
| シーズン | シーズン | 話数 | 話数 | 放送期間      | 放送期間      |
| -------- | -------- | ---- | ---- | ------------- | ------------- |
|          | 1        | 9    | 9    | 2020年12月4日 | 2020年12月4日 |

＊全話一斉配信

## 製作
2018年12月11日、Netflixが本作の制作を発表した。このシリーズはセレーナの父（エイブラハム）と妹（シュゼット）と共に、モイセス・ザモラが脚本を執筆した。マリア・セレスト・アラーラス（María Celeste Arrarás）の非公認版である『El secreto de Selena』（2018年）とは異なり、セレナの家族公認の作品である。

## 評価

### 批評
本作は批評集積サイトのRotten Tomatoesに14件のレビューがあり、批評家支持率は43%、平均点は10点満点で6.08点となっている。また、Metacriticには9件のレビューがあり、加重平均値は48/100となっている。